# Jequié
Jequié este un oraș în statul Bahia (BA) din Brazilia.